# ريس ويستون
ريس ويستون (بالإنجليزية: Rhys Weston)‏ (27 أكتوبر 1980 بلندن في المملكة المتحدة - ) هو لاعب كرة قدم بريطاني في مركز الدفاع. شارك مع منتخب ويلز تحت 21 سنة لكرة القدم ومنتخب ويلز لكرة القدم. أما مع النوادي، فقد لعب مع بورت فايل وكارديف سيتي وناتدبيرنوفيلاغ ريكيافيكور ونادي أرسنال ونادي دندي ونادي فيكينغ ونادي والسول وساتون يونايتد ونادي صباح وإيه أف سي ويمبلدون.

## مسيرته الكروية
لعب ريس ويستون خلال مسيرته الاحترافية مع 10 أندية في ثمانية عشر موسمًا وسجل خلالها 4 أهداف ضمن 391 مباراة. حيث فاز في موسم واحد بالكأس ولم يفز بأي دوري.
خاض ريس ويستون مسيرته مع نادي أرسنال في موسم 1999–00 لمدة موسم واحد، مشاركًا في مباراة ولم يسجل أي هدف. ثم انتقل إلى نادي كارديف سيتي في موسم 2000–01 ليلعب معه ستة مواسم، حيث شارك في 185 مباراة سجل خلالها هدفين. لينتقل بعدها إلى نادي فيكينغ ما بين عامي 2006 و2007 لمدة موسم واحد، مشاركًا في مباراة ولم يسجل أي هدف. ثم انتقل إلى نادي بورت فايل في موسم 2006–07 لمدة موسم واحد، مشاركًا في 15 مباراة ولم يسجل أي هدف أيضًا. هذا وانتقل لاحقًا إلى نادي والسول في موسم 2007–08 واستمر معه طيلة ثلاثة مواسم، مشاركًا في 102 مباراة سجل خلالها هدفًا واحدًا. ثم انتقل بعدها إلى نادي دندي في موسم 2010–11 ولمدة موسمين، مشاركًا في 55 مباراة سجل خلالها هدفًا واحدًا أيضًا. ليعود وينتقل من جديد، لكن هذه المرة إلى نادي ناتدبيرنوفيلاغ ريكيافيكور ما بين عامي 2012 و2013 لمدة موسم واحد، مشاركًا في 13 مباراة ولم يسجل أي هدف. لينتقل بعدها إلى نادي صباح ما بين عامي 2013 و2014 لمدة موسم واحد، مشاركًا في 6 مباريات ولم يسجل أي هدف أيضًا. ثم لعب في ساتون يونايتد في موسم 2013–14 لمدة موسم واحد، مشاركًا في 6 مباريات ولم يسجل أي هدف أيضًا.

## وصلات خارجية
- ريس ويستون على موقع قاعدة بيانات كرة القدم.إي يو (الإنجليزية)
- ريس ويستون على موقع ناشيونال فوتبول تيمز (الإنجليزية)
- ريس ويستون على موقع Soccerbase.com (لاعب) (الإنجليزية)
- ريس ويستون على موقع Soccerway.com (الإنجليزية)
- ريس ويستون على موقع عالم كرة القدم.نت (الإنجليزية)